# Bastien Pereira
Bastien Pereira (...) è un giocatore di football americano francese che gioca come offensive lineman per i Calanda Broncos.

## Palmarès
- 1 World Games (2017)
- 1 Europeo (2018)
- 1 Casque de Diamant (Black Panthers de Thonon, 2014)
- 7 Swiss Bowl (Calanda Broncos, 2015, 2017, 2018, 2019, 2021, 2023, 2024)
- 1 Herbst Cup (Calanda Broncos, 2020)